# Remispora hamata
Remispora hamata är en svampart som först beskrevs av Höhnk, och fick sitt nu gällande namn av Jan Kohlmeyer 1961. Remispora hamata ingår i släktet Remispora och familjen Halosphaeriaceae.   Inga underarter finns listade i Catalogue of Life.